# Marlene Lenz

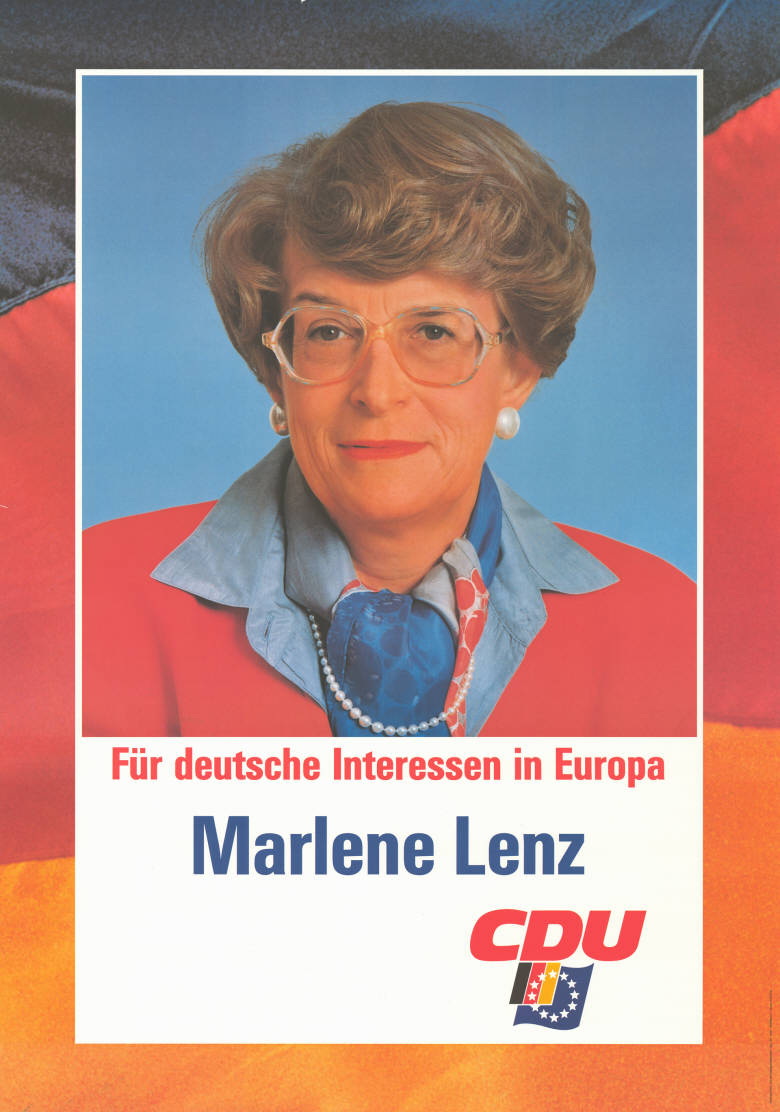
Kandidatenplakat zur Europawahl 1989

Marlene Lenz (* 4. Juli 1932 in Berlin) ist eine deutsche Politikerin (CDU).
Lenz, das zweite von vier Kindern von Otto Lenz und seiner Frau Marieliese Lenz geb. Pohl, legte 1950 ihr Abitur am St.-Anna-Gymnasium in München ab und studierte Volkswirtschaft und Sprachen in Heidelberg. Sie arbeitete zunächst als akademisch geprüfte Übersetzerin und war danach bei mehreren europäischen Organisationen in Paris, Bonn und Brüssel aktiv. Von 1976 bis 1979 war sie wissenschaftliche Assistentin beim Deutschen Bundestag. In der CDU war sie als Frauenreferentin tätig, sie gehörte dem Bundesvorstand der Frauen-Union an, war außerdem Vorsitzende der Europa-Sektion der Frauen bei der CDU und der CSU sowie Präsidentin der Frauensektion der EVP. Von 1979 bis 1999 gehörte sie dem Europäischen Parlament an, in dem sie Vorsitzende des Ausschusses für die Rechte der Frau und des Unterausschusses für Menschenrechte sowie stellvertretende Vorsitzende des Untersuchungsausschusses zur Situation der Frau in Europa war.